# Dereje Nedi
Dereje Nedi, né le 13 janvier 1954, est un athlète éthiopien, spécialiste du marathon.
Il représente son pays aux Jeux olympiques de Moscou, en étant 7e, et remporte la médaille d'or lors des Jeux de l'Amitié dans la même ville en battant son meilleur temps en 2 h 10 min et 31 s.